# Wapen van Waterschap Noord-Beveland

Het wapen van het wateschap Noord-Beveland

Het wapen van Waterschap Noord-Beveland werd op 1 februari 1960 per Koninklijk Besluit aan het Zeeuwse waterschap Noord-Beveland toegekend. Het wapen bleef tot 1980 in gebruik, dat jaar fuseerden het waterschap tot het Waterschap Noord- en Zuid-Beveland.

## Beschrijving
De blazoenering luidt als volgt:
In azuur twee versmalde golvende dwarsbalken van zilver, van boven vergezeld van een groot uitgetande dwarsbalk van goud, de vier tanden opwaarts gericht, in het schildhoofd drie zespuntige zilveren sterren naast elkander geplaatst en van onderen vergezeld rechts van een ruitvormige zilveren gesp, de tong naar rechts gewend en links van een zilveren patrijs. Het schild gedekt met een gouden kroon van drie bladeren en twee paarlen.

## Geschiedenis en Symboliek
De drie zespuntige zilveren sterren zijn afkomstig uit het wapen van de voormalige gemeente Kortgene, waar het Waterschap Noord-Beveland gezeteld  was. De viervoudig getande balk stelt de (oorspronkelijk) vier districten van het waterschap voor. De gesp komt uit het wapen van Wissenkerke, terwijl de zilveren patrijs uit het wapen van de voormalige gemeente Colijnsplaat komt. De golvende lijnen herinneren aan de voortdurende bedreiging van het water.

## Verwante en vergelijkbare wapens

Wapen van de gemeente Noord-Beveland
Het wapen van de voormalige gemeente Kortgene
Het wapen van de voormalige gemeente Wissenkerke
Het wapen van de voormalige gemeente Colijnsplaat